# Shannon (jednotka)
shannon (Sh) je jednotka množství informace používaná pro měření informační entropie definovaná v IEC 80000-13. Jeden shannon je informační obsah události, jejíž pravděpodobnost je 0,5 nebo entropie systému se dvěma stejně pravděpodobnými stavy. 1 Sh odpovídá 1 bitu; zpráva tvořená posloupností určitého počtu bitů, má v případě, že jsou všechny bitové řetězce stejně pravděpodobné, informační obsah v shannonech rovný počtu bitů ve zprávě. Rozlišování shannonů a bitů umožňuje rozlišit, zda hodnota udává množství informace obsažené ve zprávě nebo objem dat, který je použitý pro její reprezentaci. Norma IEEE Std 260.1-2004 však používá pro oba účely jednotku bit.